# Liste des circonscriptions parlementaires du Sud-Est (région)
 (septembre 2019).
Le contenu est difficilement compréhensible vu les erreurs de traduction, qui sont peut-être dues à l'utilisation d'un logiciel de traduction automatique.
La région du Sud-Est est divisée en 84 circonscription parlementaires composées de 23 circonscriptions de borough (borough constituencies),et de 61 circonscriptions de comté (county constituencies).Depuis les élections générales de décembre 2019 74 sont représentés par des parlementaires Conservateur, 8 par des parlementaires Travailliste, 1 par des parlementaires Libéral Démocrates, 1 par parlementaire Green.

## Circonscriptions
Dans le tableau suivant, la colonne « Majorité » indique l'avance en voix du candidat élu (dont le nom figure dans la colonne « Membre du Parlement ») sur son concurrent le plus proche (dont le nom figure dans la colonne « Opposition ») lors des dernières élections générales, celles de 2019.
| Circonscription                   | Électorat | Majorité | Membre du Parlement | Membre du Parlement | Opposition | Opposition             | Comté           | Localisation du comté | Carte de circonscription |
| --------------------------------- | --------- | -------- | ------------------- | ------------------- | ---------- | ---------------------- | --------------- | --------------------- | --- |
| Aldershot BC                      | 72,617    | 16,698   | C                   | Leo Docherty        | T          | Howard Kaye            | Hampshire       |                       | |
| Arundel and South Downs CC        | 81,726    | 22,521   | C                   | Andrew Griffith     | LD         | Alison Bennett         | West Sussex     |                       | |
| Ashford CC                        | 89,553    | 24,029   | C                   | Damian Green        | T          | Dara Farrell           | Kent            |                       | |
| Aylesbury CC                      | 86,665    | 17,373   | C                   | Rob Butler          | T          | Liz Hind               | Buckinghamshire |                       | A medium constituency stretching from the centre to the southwest of the county.                                                             |
| Banbury CC                        | 90,116    | 16,813   | C                   | Victoria Prentis    | T          | Suzette Watson         | Oxfordshire     |                       | |
| Basingstoke BC                    | 82,928    | 14,198   | C                   | Maria Miller        | T          | Kerena Marchant        | Hampshire       |                       | |
| Beaconsfield CC                   | 77,720    | 15,712   | C                   | Joy Morrissey       | I          | Dominic Grieve         | Buckinghamshire |                       | circonscription de taille moyenne, située à l’extrême sud du comté.                                                                          |
| Bexhill and Battle CC             | 81,963    | 26,059   | C                   | Huw Merriman        | T          | Christine Bayliss      | East Sussex     |                       | |
| Bognor Regis and Littlehampton CC | 77,446    | 22,503   | C                   | Nick Gibb           | T          | Alan Butcher           | West Sussex     |                       | |
| Bracknell CC                      | 78,978    | 19,829   | C                   | James Sunderland    | T          | Paul Bidwell           | Berkshire       |                       | grande circonscription situé dans le sud du comté.                                                                                           |
| Brighton, Kemptown BC             | 69,833    | 8,061    | T                   | Lloyd Russell-Moyle | C          | Joe Miller             | East Sussex     |                       | |
| Brighton, Pavilion BC             | 79,057    | 19,940   | G                   | Caroline Lucas      | T          | Adam Imanpour          | East Sussex     | .                     | |
| Buckingham CC                     | 83,146    | 20,411   | C                   | Greg Smith          | LD         | Stephen Dorrell        | Buckinghamshire |                       | grande circonscription allant du centre au nord du comté.                                                                                    |
| Canterbury CC                     | 80,203    | 1,836    | T                   | Rosie Duffield      | C          | Anna Firth             | Kent            |                       | |
| Chatham and Aylesford CC          | 71,642    | 18,540   | C                   | Tracey Crouch       | T          | Vince Maple            | Kent            |                       | |
| Chesham and Amersham CC           | 72,542    | 16,223   | C                   | Dame Cheryl Gillan  | LD         | Dan Gallagher          | Buckinghamshire |                       | A medium constituency in the southest of the county.                                                                                         |
| Chichester CC                     | 85,499    | 21,490   | C                   | Gillian Keegan      | LD         | Kate O'Kelly           | West Sussex     |                       | |
| Crawley BC                        | 74,207    | 8,360    | C                   | Henry Smith         | T          | Peter Lamb             | West Sussex     |                       | |
| Dartford CC                       | 82,209    | 19,160   | C                   | Gareth Johnson      | T          | Sacha Gosine           | Kent            |                       | |
| Dover CC                          | 76,355    | 12,278   | C                   | Natalie Elphicke    | T          | Charlotte Cornell      | Kent            |                       | |
| East Hampshire CC                 | 76,478    | 19,696   | C                   | Damian Hinds        | LD         | David Buxton           | Hampshire       |                       | |
| East Surrey CC                    | 83,148    | 23,914   | C                   | Claire Coutinho     | LD         | Alex Ehmann            | Surrey          |                       | |
| East Worthing and Shoreham CC     | 75,194    | 7,441    | C                   | Tim Loughton        | T          | Lavinia O'Connor       | West Sussex     |                       | |
| Eastbourne BC                     | 79,307    | 4,331    | C                   | Caroline Ansell     | LD         | Stephen Lloyd          | East Sussex     |                       | |
| Eastleigh BC                      | 83,880    | 15,607   | C                   | Paul Holmes         | LD         | Lynda Murphy           | Hampshire       |                       | |
| Epsom and Ewell BC                | 81,138    | 17,873   | C                   | Chris Grayling      | LD         | Steve Gee              | Surrey          |                       | |
| Esher and Walton BC               | 81,184    | 2,743    | C                   | Dominic Raab        | LD         | Monica Harding         | Surrey          |                       | |
| Fareham CC                        | 78,337    | 26,086   | C                   | Suella Braverman    | T          | Matthew Randall        | Hampshire       |                       | |
| Faversham and Mid Kent CC         | 73,403    | 21,976   | C                   | Helen Whately       | T          | Jenny Reeves           | Kent            |                       | |
| Folkestone and Hythe CC           | 88,272    | 21,337   | C                   | Damian Collins      | T          | Laura Davison          | Kent            |                       | |
| Gillingham and Rainham            | 73,549    | 15,119   | C                   | Rehman Chishti      | T          | Andy Stamp             | Kent            |                       | |
| Gosport BC                        | 73,541    | 23,278   | C                   | Caroline Dinenage   | T          | Tom Chatwin            | Hampshire       |                       | |
| Gravesham                         | 73,242    | 15,581   | C                   | Adam Holloway       | T          | Lauren Sullivan        | Kent            |                       | |
| Guildford CC                      | 77,729    | 3,337    | C                   | Angela Richardson   | LD         | Zoe Franklin           | Surrey          |                       | |
| Hastings and Rye CC               | 80,524    | 4,043    | C                   | Sally-Ann Hart      | T          | Peter Chowney          | East Sussex     |                       | |
| Havant BC                         | 72,103    | 21,792   | C                   | Alan Mak            | T          | Rosamund Knight        | Hampshire       |                       | |
| Henley CC                         | 76,646    | 14,053   | C                   | John Howell         | LD         | Laura Coyle            | Oxfordshire     |                       | |
| Horsham CC                        | 86,730    | 21,127   | C                   | Jeremy Quin         | LD         | Louise Potter          | West Sussex     |                       | |
| Hove BC                           | 74,313    | 17,044   | T                   | Peter Kyle          | C          | Robert Nemeth          | East Sussex     |                       | |
| Isle of Wight CC                  | 113,021   | 23,737   | C                   | Bob Seely           | T          | Richard Quigley        | Île de Wight    |                       | |
| Lewes CC                          | 71,053    | 2,457    | C                   | Maria Caulfield     | LD         | Oli Henman             | East Sussex     |                       | |
| Maidenhead CC                     | 76,668    | 18,846   | C                   | Theresa May         | LD         | Joshua Reynolds        | Berkshire       |                       | circonscription de taille moyenne située dans le sud-est du comté.                                                                           |
| Maidstone and The Weald CC        | 76,109    | 21,772   | C                   | Helen Grant         | T          | Dan Wilkinson          | Kent            |                       | |
| Meon Valley CC                    | 75,737    | 23,555   | C                   | Flick Drummond      | LD         | Lewis North            | Hampshire       |                       | |
| Mid Sussex CC                     | 85,146    | 18,197   | C                   | Mims Davies         | LD         | Robert Eggleston       | West Sussex     |                       | |
| Milton Keynes North CC            | 91,545    | 6,255    | C                   | Mark Lancaster      | T          | Charlynne Pullen       | Buckinghamshire |                       | circonscription de taille moyenne situé dans le nord du comté.                                                                               |
| Milton Keynes South BC            | 96,363    | 6,944    | C                   | Iain Stewart        | T          | Hannah O'Neill         | Buckinghamshire |                       | circonscription de taille moyenne situé dans le nord du comté.                                                                               |
| Mole Valley CC                    | 74,665    | 12,041   | C                   | Sir Paul Beresford  | LD         | Paul Kennedy           | Surrey          |                       | |
| New Forest East CC                | 73,549    | 25,251   | C                   | Julian Lewis        | T          | Julie Hope             | Hampshire       |                       | |
| New Forest West CC                | 70,869    | 24,403   | C                   | Sir Desmond Swayne  | LD         | Jack Davies¤           | Hampshire       |                       | |
| Newbury CC                        | 83,414    | 16,047   | C                   | Laura Farris        | LD         | Lee Dillon             | Berkshire       |                       | Circonscription de taille moyenne, située au nord du centre du comté. Elle est entièrement délimitée par d’autres circonscriptions du comté. |
| North East Hampshire CC           | 78,954    | 20,211   | C                   | Ranil Jayawardena   | LD         | Graham Cockarill       | Hampshire       |                       | |
| North Thanet CC                   | 72,756    | 17,189   | C                   | Sir Roger Gale†     | T          | Coral Jones‡           | Kent            |                       | |
| North West Hampshire CC           | 83,083    | 26,308   | C                   | Kit Malthouse       | LD         | Luigi Gregori          | Hampshire       |                       | |
| Oxford East BC                    | 78,303    | 17,832   |                     | Anneliese Dodds     | C          | Louise Staite          | Oxfordshire     |                       | |
| Oxford West and Abingdon CC       | 76,951    | 8,943    | LD                  | Layla Moran         | C          | James Fredrickson      | Oxfordshire     |                       | |
| Portsmouth North BC               | 71,299    | 15,780   | C                   | Penny Mordaunt      | T          | Amanda Martin          | Hampshire       |                       | |
| Portsmouth South BC               | 74,186    | 5,363    | T                   | Stephen Morgan      | C          | Donna Jones            | Hampshire       |                       | |
| Reading East BC                   | 77,152    | 5,924    | T                   | Matt Rodda          | C          | Craig Morley           | Berkshire       |                       | Une circonscription de petite à moyenne taille, située au sud-est du comté.                                                                  |
| Reading West CC                   | 74,137    | 4,117    | C                   | Alok Sharma         | T          | Rachel Eden            | Berkshire       |                       | =Une petite circonscription, située au centre du comté, à l’est de deux circonscriptions de taille similaire.                                |
| Reigate BC                        | 74,242    | 18,310   | C                   | Crispin Blunt       | T          | Susan Gregory          | Surrey          |                       | |
| Rochester and Strood CC           | 82,056    | 17,072   | C                   | Kelly Tolhurst      | T          | Teresa Murray          | Kent            |                       | |
| Romsey and Southampton North CC   | 68,228    | 10,872   | C                   | Caroline Nokes      | LD         | Craig Fletcher         | Hampshire       |                       | |
| Runnymede and Weybridge CC        | 74,888    | 18,270   | C                   | Ben Spencer         | T          | Robert King            | Surrey          |                       | |
| Sevenoaks CC                      | 71,757    | 20,818   | C                   | Laura Trott         | LD         | Gareth Willis          | Kent            |                       | |
| Sittingbourne and Sheppey CC      | 83,917    | 24,479   | C                   | Gordon Henderson    | T          | Clive Johnson          | Kent            |                       | |
| Slough BC                         | 86,818    | 13,640   | T                   | Tan Dhesi           | C          | Kanwal Toor Gill       | Berkshire       |                       | Une petite circonscription, située au centre du comté au sud de deux autres circonscriptions de taille similaires.                           |
| South Thanet CC                   | 73,223    | 10,587   | C                   | Craig Mackinlay     | T          | Rebecca Gordon-Nesbitt | Kent            |                       | |
| South West Surrey CC              | 79,096    | 8,817    | C                   | Jeremy Hunt         | LD         | Paul Follows           | Surrey          |                       | |
| Southampton Itchen BC             | 72,299    | 4,498    | C                   | Royston Smith       | T          | Simon Letts            | Hampshire       |                       | |
| Southampton, Test BC              | 70,116    | 6,213    | T                   | Alan Whitehead      | C          | Steve Galton           | Hampshire       |                       | |
| Spelthorne BC                     | 70,929    | 18,393   | C                   | Kwasi Kwarteng      | T          | Pavitar Mann           | Surrey          |                       | |
| Surrey Heath CC                   | 81,349    | 18,349   | C                   | Michael Gove        | LD         | Alasdair Pinkerton     | Surrey          |                       | |
| Tonbridge and Malling CC          | 79,278    | 26,941   | C                   | Tom Tugendhat       | LD         | Richard Morris         | Kent            |                       | |
| Tunbridge Wells CC                | 74,823    | 14,645   | C                   | Greg Clark          | LD         | Ben Chapelard          | Kent            |                       | |
| Wantage CC                        | 90,867    | 12,653   | C                   | David Johnston      | LD         | Richard Benwell        | Oxfordshire     |                       | |
| Wealden CC                        | 82,998    | 25,655   | C                   | Nus Ghani           | LD         | Chris Bowers           | East Sussex     |                       | |
| Winchester CC                     | 75,582    | 985      | C                   | Steve Brine         | LD         | Paula Ferguson         | Hampshire       |                       | |
| Windsor CC                        | 75,038    | 20,079   | C                   | Adam Afriyie        | LD         | Julian Tisi            | Berkshire       |                       | Une petite circonscription, située au centre du comté à l’ouest de deux circonscriptions de taille similaire.                                |
| Witney CC                         | 83,845    | 15,177   | C                   | Robert Courts       | LD         | Charlotte Hoagland     | Oxfordshire     |                       | |
| Woking CC                         | 75,424    | 9,767    | C                   | Jonathan Lord       | LD         | Will Forster           | Surrey          |                       | |
| Wokingham CC                      | 83,953    | 7,383    | C                   | Sir John Redwood    | LD         | Phillip Lee            | Berkshire       |                       | Une petite circonscription, située au centre du comté à l’ouest de deux circonscriptions de taille similaire.                                |
| Worthing West BC                  | 78,585    | 14,823   | C                   | Sir Peter Bottomley | T          | Rebecca Cooper         | West Sussex     |                       | |
| Wycombe CC                        | 78,093    | 4,214    | C                   | Steve Baker         | T          | Khalil Ahmed           | Buckinghamshire |                       | Une circonscription de petite à moyenne taille, située au sud-ouest du comté.                                                                |